# Jherson Mosquera
Jherson Steven Mosquera Castro (Pereira, 18 settembre 1999) è un calciatore colombiano, difensore dell'Independiente Medellín in prestito dal Newell's Old Boys.

## Carriera
Mosquera ha iniziato la sua carriera calcistica nel Deportivo Pereira dove ha debuttato nel 2018. Nel 2021 è entrato in pianta stabile in prima squadra diventando titolare sulla fascia destra per due stagioni, nelle quali ha giocato oltre 80 incontri in Categoría Primera A vincendo il campionato del 2022.
Ad inizio 2023 ha rescisso il contratto che lo legava al club colombiano fino a giugno ed il 28 gennaio 2023 ha firmato un quadriennale con il Newell's Old Boys. Ha debuttato il 4 febbraio in Primera División contro il Vélez Sarsfield e due settimane dopo ha trovato il suo primo gol in Argentina nella vittoria per 2-0 contro il Banfield. Nell'agosto del 2023 è stato sospeso per quattro mesi in seguito alla positività ad un test antidoping risalente al periodo in cui militava nel Deportivo Pereira. La squalifica è stata in seguito ampliata a 12 mesi.

## Statistiche

### Presenze e reti nei club
Statistiche aggiornate al 2 aprile 2024.
| Stagione        | Squadra           | Campionato      | Campionato | Campionato | Coppe nazionali | Coppe nazionali | Coppe nazionali | Coppe continentali | Coppe continentali | Coppe continentali | Altre coppe | Altre coppe | Altre coppe | Totale | Totale | Totale |
| Stagione        | Squadra           | Comp            | Pres       | Reti       | Comp            | Pres            | Reti            | Comp               | Pres               | Reti               | Comp        | Pres        | Reti        | Pres   | Reti   |        |
| --------------- | ----------------- | --------------- | ---------- | ---------- | --------------- | --------------- | --------------- | ------------------ | ------------------ | ------------------ | ----------- | ----------- | ----------- | ------ | ------ | ------ |
| 2018            | Deportivo Pereira | B               | 1          | 0          | CC              | 0               | 0               |                    | -                  | -                  |             | -           | -           | 1      | 0      |        |
| 2019            | Deportivo Pereira | B               | 6          | 0          | CC              | 6               | 0               |                    | -                  | -                  |             | -           | -           | 12     | 0      |        |
| 2020            | Deportivo Pereira | A               | 5          | 0          | CC              | 3               | 0               |                    | -                  | -                  |             | -           | -           | 8      | 0      |        |
| 2021            | Deportivo Pereira | A               | 43         | 0          | CC              | 7               | 0               |                    | -                  | -                  |             | -           | -           | 50     | 0      |        |
| 2022            | Deportivo Pereira | A               | 44         | 1          | CC              | 3               | 0               |                    | -                  | -                  |             | -           | -           | 47     | 1      |        |
| 2023            | Newell's Old Boys | PD              | 20         | 2          | CA+CdL          | 1+1             | 0               | CS                 | 4                  | 0                  |             | -           | -           | 26     | 2      |        |
| 2024            | Newell's Old Boys | PD              | 0          | 0          | CA+CdL          | 0               | 0               |                    | -                  | -                  |             | -           | -           | 0      | 0      |        |
| Totale carriera | Totale carriera   | Totale carriera | 119        | 3          |                 | 21              | 0               |                    | 4                  | 0                  |             | -           | -           | 144    | 3      |        |

## Palmarès

### Club

#### Competizioni nazionali
- Campionato colombiano: 1

Deportivo Pereira: 2022-II